# Vulpes
Vulpes este un gen din familia Canidae. Speciile acestui gen mai sunt denumite „vulpile adevărate”, deși există specii din alte genuri ale căror nume includ cuvântul „vulpe”.
Vulpile se deosebesc de membrii genului Canis, cum ar fi lupii, coioții, și șacalii, de dimensiunea lor mai mica și craniul plat. Ei au semne negre triunghiulare între ochi și nas, iar vârful cozii are adesea o culoare diferită de restul blănii.